# Мехинаку
Мехинаку (Mahinaku, Mehináku, Mehinaco, Mehinako, Minaco) — индейский язык, относящийся к аравакским языкам, на котором говорит народ мехинаку, который проживает в национальном парке Шингу штата Мату-Гросу в Бразилии. Существует диалект языка мехинаку под названием ваура-кума, который находится под влиянием языка ваура.